# Chkembey
Le chkembey, chkamba ou chkembe, est un plat traditionnel algérien.

## Origine et étymologie
Ce plat est typique de la ville d'Oran[réf. nécessaire]. Le terme chkamba provient du turc et signifie « tripes » dans certaines régions de l'Algérie.

## Description
Le chkembey est un ragoût en sauce rouge à base de gras-double, élément indispensable à sa préparation. Il est très parfumé aux épices, comme le cumin, le paprika, et aux plantes aromatiques, telles que le thym, la coriandre fraîche et le laurier.

## Tradition
Dans la tradition judéo-algérienne, le chkembey est préparé pour célébrer Pessah.